# Храшћица
Храшћица је насељено место у саставу града Вараждина у Вараждинској жупанији, Хрватска. До територијалне реорганизације у Хрватској налазила се у саставу старе општине Вараждин.

## Становништво
На попису становништва 2011. године, Храшћица је имала 1.283 становника.

## Попис1991.
На попису становништва 1991. године, насељено место Храшћица је имало 667 становника, следећег националног састава:
| Попис 1991.‍  | Попис 1991.‍  | Попис 1991.‍ | Попис 1991.‍ | Попис 1991.‍ |
| ------------ | ------------ | ----------- | ----------- | ----------- |
|              |              |             |             |             |
| Хрвати       | Хрвати       |             | 638         | 95,65%      |
| Словенци     | Словенци     |             | 6           | 0,89%       |
| Југословени  | Југословени  |             | 2           | 0,29%       |
| Мађари       | Мађари       |             | 2           | 0,29%       |
| Срби         | Срби         |             | 2           | 0,29%       |
| неопредељени | неопредељени |             | 10          | 1,49%       |
| непознато    | непознато    |             | 7           | 1,04%       |
| укупно: 667  |              |             |             |             |